# Pierre Aristouy
Pierre Aristouy (Mont-de-Marsan, Francia, 30 de diciembre de 1979) es un exjugador y entrenador de fútbol francés. Actualmente sin club.

## Carrera como futbolista
Aristouy era un jugador juvenil prometedor en el Stade Montois, antes de pasar a la academia juvenil del Nantes en 1994. Debutó como profesional en 1999 y formó parte del equipo que ganó la Division 1 2000-01. Poco después, fue cedido por poco tiempo al Grenoble para la temporada 2002-03 y se mudó al Aviron Bayona en 2004. Luego, jugó una temporada en el Entente SSG en 2005, seguido por el Pau FC en 2006, donde se convirtió en capitán. Terminó su carrera con su club juvenil Stade Montois en el 2012.

## Carrera como entrenador
Aristouy comenzó su carrera como entrenador en el club de su infancia, el Stade Montois, en 2014 y los ayudó a terminar en la mitad superior de la tabla en las 3 temporadas que estuvo allí. Se mudó a las reservas del Nantes en 2017, obteniendo ascensos sucesivos de 2018 a 2019, terminando en el Championnat National 2. En el verano de 2021, fue trasladado al equipo sub-19 y nuevamente los ayudó a ganar la liga en su temporada de debut.
El 9 de mayo de 2023, fue nombrado entrenador del equipo senior del Nantes en la Ligue 1. El club se enfrentaba al descenso en sus últimos 4 partidos, pero una victoria contra el Angers SCO en el último partido de la temporada ayudó al equipo a permanecer en la máxima división del fútbol francés. El 8 de junio se convirtió oficialmente en el entrenador del club por 2 años.Sin embargo, en noviembre del mismo año, fue despedido a causa de una serie de malos resultados, dejando al equipo francés como 11º clasificado tras 13 jornadas de la Ligue 1.

## Clubes

### Como jugador
| Club              | País    | Año       |
| ----------------- | ------- | --------- |
| Nantes B          | Francia | 1997-2001 |
| Nantes            | Francia | 1999-2004 |
| Grenoble (cedido) | Francia | 2002-2003 |
| Aviron Bayona     | Francia | 2004-2005 |
| Entente SSG       | Francia | 2005-2006 |
| Pau FC            | Francia | 2006-2009 |
| JA Dax            | Francia | 2009-2010 |
| Stade Montois     | Francia | 2010-2012 |

### Como entrenador
| Club          | País    | Año       |
| ------------- | ------- | --------- |
| Stade Montois | Francia | 2014-2017 |
| Nantes B      | Francia | 2017-2021 |
| Nantes Sub-19 | Francia | 2021-2023 |
| Nantes        | Francia | 2023      |

## Estadísticas como entrenador
| Equipo         | Div.  | Temporada | Liga  | Liga | Liga | Liga | Liga |       | Copa | Copa | Copa | Copa  |   | Internacional | Internacional | Internacional | Internacional | Internacional |   | Otros | Otros | Otros | Otros |   | Totales     | Totales | Totales | Totales | Totales | Totales | Totales | Totales |
| Equipo         | Div.  | Temporada | Part. | G    | E    | P    | Pos. | Part. | G    | E    | P    | Part. | G | E             | P             | Pos.          | Part.         | G             | E | P     | Part. | G     | E     | P | Rendimiento | GF      | GC      | Dif.    |         |         |         |         |
| -------------- | ----- | --------- | ----- | ---- | ---- | ---- | ---- | ----- | ---- | ---- | ---- | ----- | - | ------------- | ------------- | ------------- | ------------- | ------------- | - | ----- | ----- | ----- | ----- | - | ----------- | ------- | ------- | ------- | ------- | ------- | ------- | ------- |
| Nantes Francia | 1.ª   | 2023-24   | 13    | 4    | 3    | 6    | Inc. | -     | -    | -    | -    | -     | - | -             | -             | -             | -             | -             | - | -     | 13    | 4     | 3     | 6 | 38.46%      | 17      | 23      | -6      |         |         |         |         |
| Nantes Francia | Total | Total     | 13    | 4    | 3    | 6    | -    | -     | -    | -    | -    | -     | - | -             | -             | -             | -             | -             | - | -     | 13    | 4     | 3     | 6 | 38.46%      | 17      | 23      | -6      |         |         |         |         |
|                |       |           |       |      |      |      |      |       |      |      |      |       |   |               |               |               |               |               |   |       |       |       |       |   |             |         |         |         |         |         |         |         |

### Resumen por competiciones
| Competición | Partidos | Ganados | Empatados | Perdidos | Ganados % |
| ----------- | -------- | ------- | --------- | -------- | --------- |
| Ligue 1     | 13       | 4       | 3         | 6        | 38.46%    |
| TOTAL       | 13       | 4       | 3         | 6        | 38.46%    |

## Palmarés

### Como jugador

#### Campeonatos nacionales
| Título     | Club   | País    | Año     |
| ---------- | ------ | ------- | ------- |
| Division 1 | Nantes | Francia | 2000-01 |